# Aldeia Nova do Cabo
Aldeia Nova do Cabo ist ein Ort und eine ehemalige Gemeinde (Freguesia) im portugiesischen Kreis Fundão. Die Gemeinde hatte 599 Einwohner (Stand 30. Juni 2011).
Am 29. September 2013 wurden die Gemeinden Aldeia Nova do Cabo, Fundão, Valverde, Donas und Aldeia de Joanes zur neuen Gemeinde União das Freguesias de Fundão, Valverde, Donas, Aldeia de Joanes e Aldeia Nova do Cabo zusammengeschlossen.